# Nectandra lanceolata
El laurel morotí, canela amarilla o canela blanca (Nectandra lanceolata) es un árbol maderable de la familia de las Lauraceae. Es endémico del sudeste de Sudamérica. 
Su hábitat es el estrato alto de la selva, prefiriendo humedad y suelo profundo. También domina el estrato intermedio del bosque alto, con otras spp. de la misma familia. Exige sombra parcial en la fase juvenil, y tolera suelo arenoso y también áreas bajas con cierto encharcamiento temporal.
Florece de enero a febrero, fructificando de enero a marzo (Paraná, PY). La simiente se extrae del fruto por maceración y manteniéndolo a remojo; una vez extraída la pulpa epidérmica, se seca la semilla por ventilación; con capacidad de mantener la viabilidad de las simientes baja.
Crece muy bien en suelos fértiles, buen drenaje y textura arcillosa. Una plantación pura a pleno sol es muy poco recomendable. Y tolera ser plantado mixto, con especies pioneras o en vegetación matricial, en fajas abiertas en la selva.

## Nombres comunes
- Paraguay: aju'y say'ju, laurel morotí, laurel.
- Argentina: ayuí-saiyú, canela loro, laurel canela, laurel amarillo, canela, canela de brejo.
- Brasil: canela, canela amarela, canela bosta, canela branca, louro, canela fedorenta, espora-de-galo, canela-da-várzea, canela vermelha.

## Aspectos dasonómicos
Es un árbol de excelente madera comercial. Sus límites de anillos de crecimiento son distintos. La madera tardía tiene fibras de paredes más gruesas y radialmente aplanadas; duramen color amarillo, de color uniforme. El color de la albura es distinto del color del duramen. Peso específico básico: 0,5–0,6 g/cm³. 
Tiene vasos presentes. La madera es de porosidad difusa y sus vasos están en un patrón no específico, agrupados, generalmente en grupos radiales cortos (de 2–3 vasos). Borde de los vasos redondo. Dos clases distintas de diámetro de vasos ausentes. Promedio del diámetro tangencial de los vasos: (80–)125–150 µm; Promedio del diámetro tangencial de los vasos: grande. Promedio del número de vasos/mm²: (6–) 9–12; Promedio del número de vasos/mm² pocos. Promedio del largo de los elementos vasculares: 200–700 µm. Promedio del largo de los elementos vasculares mediano. Placas de perforación simples. Punteaduras intervasculares alternas, promedio del diámetro (vertical) de las punteaduras intervasculares: 9–13 µm, Promedio del diámetro (vertical) de las punteaduras intervasculares grandes, no ornamentadas. Punteaduras radiovasculares con aréolas reducidas o aparentemente simples, redondeadas o angulares o horizontales a verticales, de diferentes tamaños y tipos en la misma célula de radio, localizadas a través de todo el radio. Engrosamientos en espiral ausentes.

## Usos
En mueblería, revestimientos y láminas. Muy apta para fabricar papel. Usada en construcción rural y civil. Para leña. Excelente como ornamental en paisajismo, especie recomendada para arborización de parques y reforestación de recuperación. Recientemente se han incautado alijos procedentes de Sudamérica, que contenían esta planta como droga de abuso, por sus propiedades analgésicas.
No está protegida bajo las normas CITES.